# Festival de Fénétrange, musique et gastronomie
Le festival de Fénétrange – musique et gastronomie, anciennement connu sous le nom de « Rencontres culturelles de Fénétrange », se tient chaque année au sein de la cité médiévale de Fénétrange en Moselle.

## Description du festival
Le festival a lieu chaque année depuis 1978. Il est organisé par l'association du Festival de Fénétrange qui est présidé par Benoît Piatkowskidepuis 1999. Ce dernier est également le directeur artistique et président du festival,. 
Les concerts prennent principalement place dans la collégiale Saint-Rémy. Cependant, il arrive que certains prennent place ailleurs dans la cité médiévale, ou exceptionnellement, dans une autre commune. C'est le cas notamment pour le premier concert de la 44e édition du festival. Il prend place à La Petite Pierre, en coproduction avec le festival « Au Grès du Jazz ».
Comme son nom l'indique, le festival de Fénétrange comprend aussi un volet culinaire. Il met à l'honneur la gastronomie avec des repas et des revisites gastronomiques prévus après les concerts,.
Le festival intègre également certains de ces concerts aux manifestations et évènements prévus pour les journées européennes du patrimoines.

## Quelques artistes et ensembles ayant participé au festival
Le festival vit plusieurs artistes de renoms donner leur premier concert en France, on peut notamment penser à Barbara Hendricks,,, en 1981 ou encore Bo Skovhus,, en 1994. Hildegard Behrens,, y effectue son premier récital en 1982 et reviendra à Fénétrange pour l'édition de l'année suivante.
Katia Ricciarelli, y  donnera un récital de 2h30 en 1990.
Pour le premier concert de sa 9e édition, la manifestation a vu se produire des solistes de l'Orchestre philharmonique de Vienne,.
Malgré la pandémie, l'édition 2020 du festival pu se tenir et accueilli plusieurs artistes tels que Michel Plasson,,, Laura Stébé,, Alain Meunier,, Anne Le Bozec, et Luc-Marie Aguera,. Il en va de même pour l'édition 2021 qui présenta les performances de Léa Desandre,, Jodie Devos,, ou encore . François-Frédéric Guy, pour sa troisième représentation au festival.
Comme ce dernier et Anne le Bozec, certains artistes on participé à plusieurs reprises au festival. Ainsi, la chanteuse et actrice Marie-Christine Barrault s'est produit à trois reprises à Fénétrange.  Aldo Ciccolini,, y a, quant à lui, joué à 7 reprises entre 2003 et 2012.
Il arrive également que certains ensemble reviennent d'une édition à l'autre. Le Concerto Köln,, a livré une performance dans 7 éditions de l'évènement depuis 1988. Le festival a aussi eu l'honneur de recevoir à plusieurs reprises l'Orchestre national de Metz,,, l'Orchestre de l'Opéra de Lorraine, et l'Orchestre Baroque de Venise,.

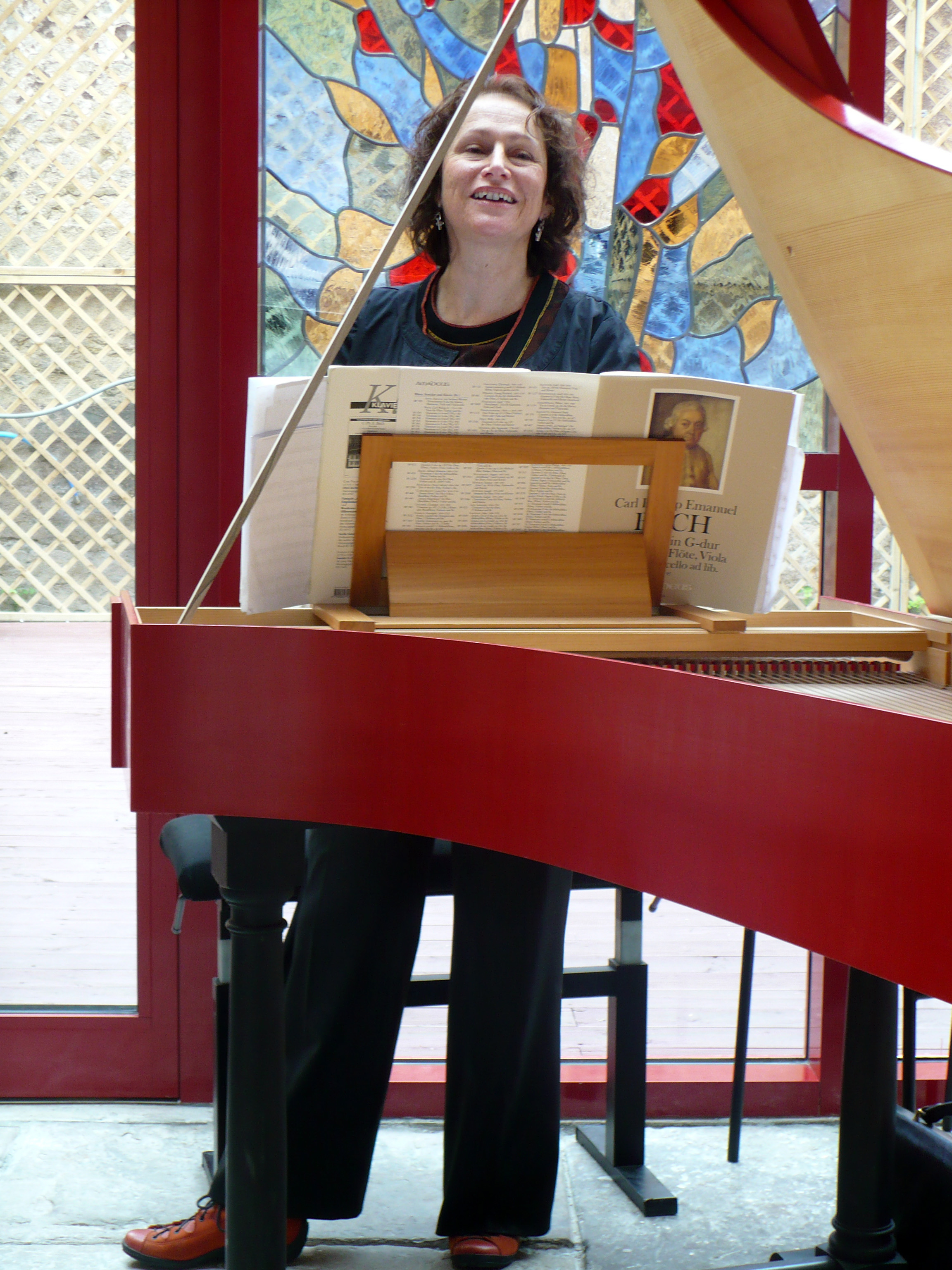
Concert d'Aline Zylberajch lors de la 31e édition
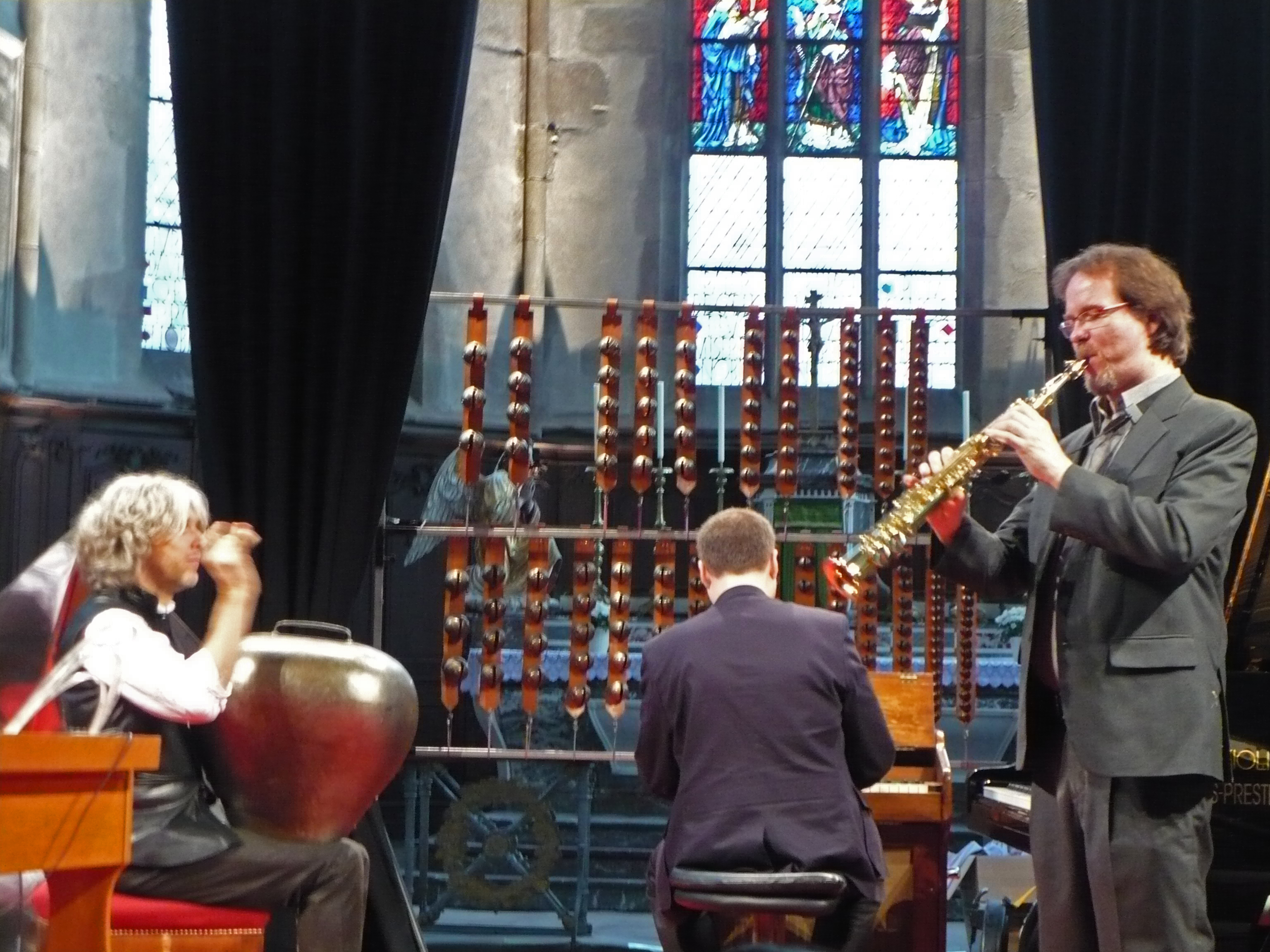
Concert au sein de l'église Saint-Rémy lors de la 31e édition
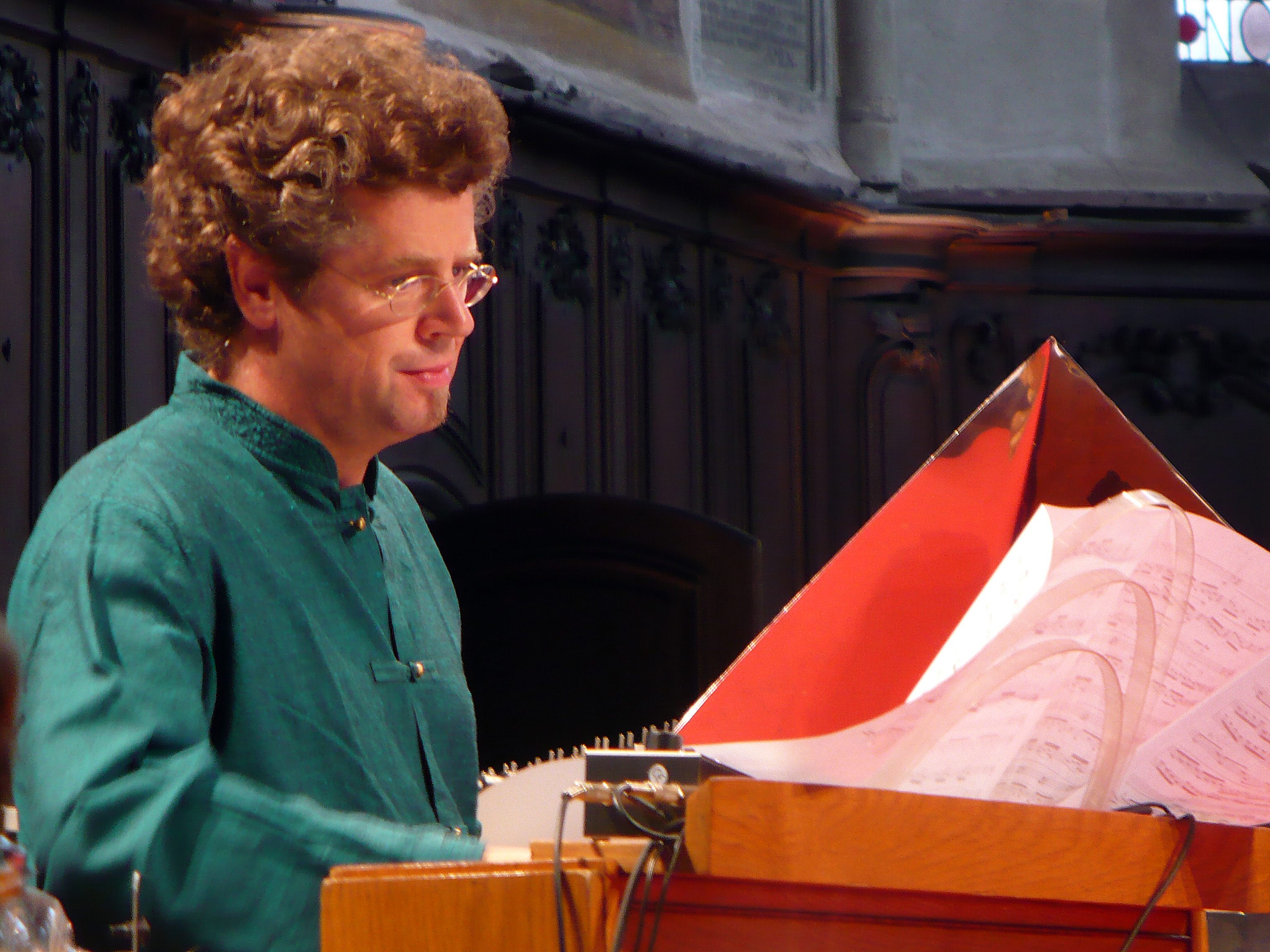
Thomas Bloch en concert au festival en 2009
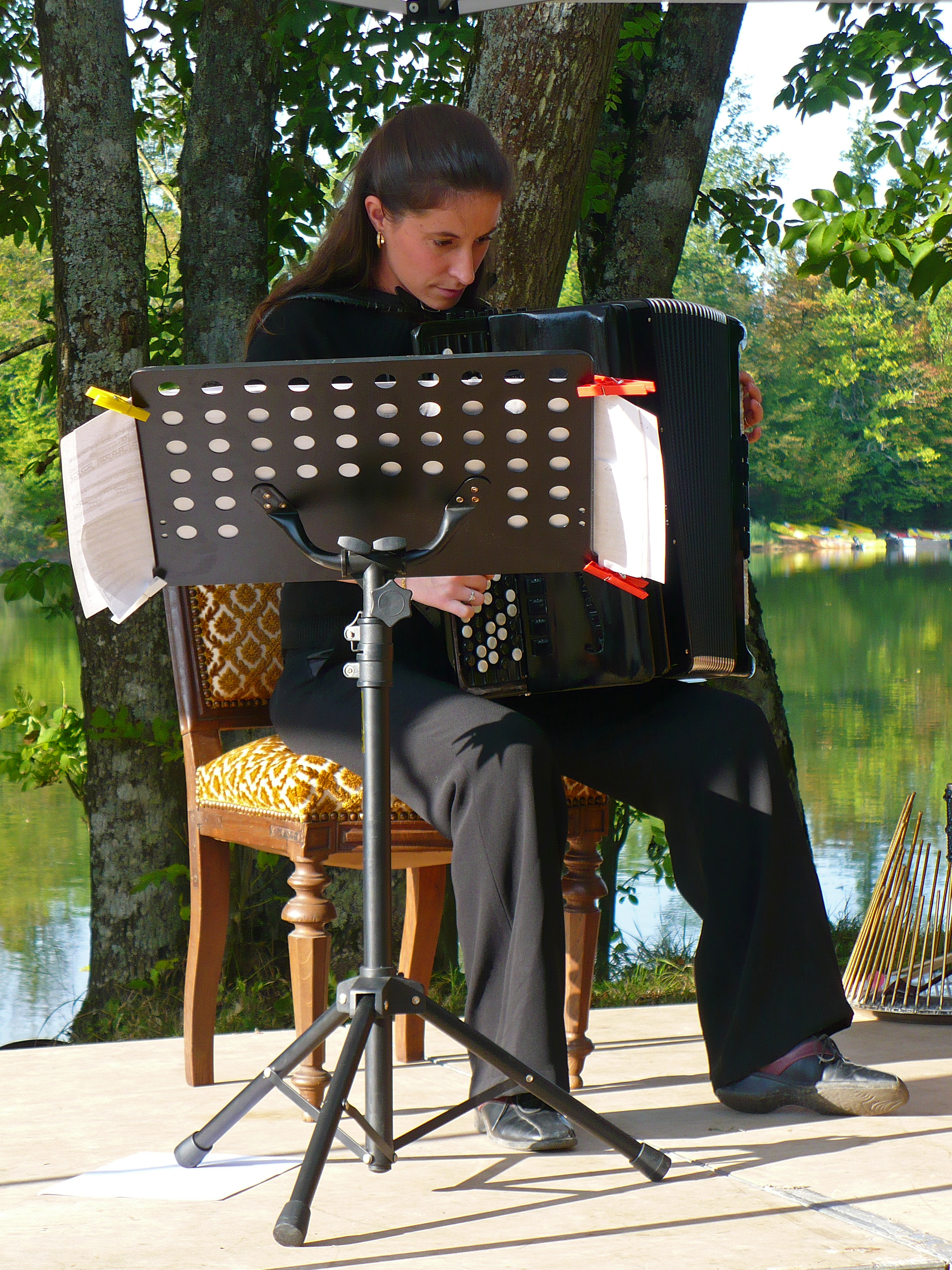
Mélanie Brégant en concert près de la Sarre durant le festival